# Viguiera
Viguiera H.B.K. é um género botânico pertencente à família Asteraceae.
Segundo Blake, o género possui cerca de 180 espécies subdivididas em três subgêneros, seções e séries. a classificação é complexa. As espécies são distribuídas dos Estados Unidos até a Argentina, com concentração considerável no México, nos Andes e no Brasil, em especial na região de cerrado do Planalto Central. Alguns autores apregoam que Viguiera é o ancestral dos gêneros Helianthus (girassol) e Tithonia, estando todos relacionados ligados filogeneticamente.
Várias espécies de Viguiera foram quimicamente investigadas a partir dos anos 1980, tendo sido isoladas várias substâncias da classe dos flavonóides e terpenóides, algumas com marcante atividade biológica.

## Espécies

### Classificação infraespecífica
De acordo com Blake, Viguiera é subdividida em três subgéneros, sendo que um deles (Calanticaria), por sua vez, é subdividido em sete seções. Duas delas, as seções Chloracra e Paradosa, são subdivididas em cinco séries, sendo a Paradosa predominantemente sulamericana. A listagem a seguir não inclui as espécies dos subgéneros Amphilepsis e Yerbalesia.
Subgêneros e países predominantes:
- Amphilepsis - México
- Calanticaria - EUA a Argentina e Brasil (sete seções)
- Yerbalesia

Seções do subgênero Calanticaria e países predominantes:
- Hypargyrea - México
- Chloracra  - EUA a Guatemala (cinco séries)
- Diplostichis - México, Venezuela e Equador
- Heliomeris - EUA
- Paradosa - Equador a Argentina e Brasil (cinco séries)
- Leighia - México e EUA
- Trichophylla - Paraguai e Brasil

Séries da seção Paradosa (62 espécies) e países predominantes:
- Tenuifoliae (4 espécies) - Brasil, Paraguai e Peru
- Revolutae (3 espécies) - Chile e Argentina
- Grandiflorae (11 espécies) - Paraguai, Brasil e Peru
- Aureae (30 espécies) - Equador a Argentina e Brasil
- Bracteatae (14 espécies) - Brasil e Paraguai

Espécies da série Tenuifoliae e localização geográfica:
- V. tenuifolia Gardn. (Sierra de Curral del Rey, MG, 09/1840)
- V. kunthiana Gardn. (Serra de Natividade, GO, 12/1839; Missão do Ouro, campos secos e altos, GO, 10/1839; entre Meiaponte e Caisara, GO; estado de MG)
- V. aspilioides Baker (fazenda de Santa Anna, MT)
- V. angustissima (campo entre Rajadinha e Paranauna, GO)

Série Revolutae
- V. gilliesi H. & A. (Chile, Argentina)
- V. adenotricha (Chile)
- V. revoluta (Chile, Argentina)

Espécies da série Grandiflorae e localização geográfica:
- V. peruviana Gray (Peru)
- V. weberbaueri Blake (Peru)
- V. squalida S. Moore (Santa Anna da Chapada, MT, 10/1902)
- V. weddellii Sch. Bip. (entre Goiás e Cuiabá, 11/1844)
- V. grandiflora Gardn. [forma typica (Missão do Ouro, GO, 10/1839; campos em Arraias, GO, 04/1840; entre Rio Bagagem e Rio da Serra; entre Bau e Campo Aberto; entre Capo Alegre e Uru) e forma latifolia (Missão do Ouro, GO, 10/1839)]
- V. simulans (Paraguai)
- V. macropoda (MG)
- V. obtusifolia Baker (Brasil)
- V. discolor Baker (Caldas, MG, 09/1864; Uberaba, MG, 09/1848)
- V. bakeriana (Ouro Preto, MG, 1883; do Rio de Janeiro, RJ)
- V. subdentata (MG e SC)

Espécies da série Aureae e localização geográfica:
Espécies da subsérie Euaureae
- V. chimboensis Hieron (Equador)
- V. truxillensis (HBK.) (Peru)
- V. aurea (HBK.) Hieron (Equador)
- V. lehmannii Hieron (Equador)
- V. media (Equador)
- V. brittonii Hochr. (Peru)
- V. sodiroi (Hieron) (Equador)
- V. mollis Griseb. (Argentina)
- V. lanceolata Britton (Peru, Bolívia)
- V. pazensis Rusby (Bolívia, Chile)
- V. pflanzii (Peru, Bolívia)
- V. szyszylowiczii Hieron (Peru)
- V. fusiformis (Bolívia)
- V. oligodonta (Argentina)
- V. retroflexa (Bolívia)
- V. acutifolia Blake (Peru)
- V. australis (sem localidade definida)
- V. nudibasilaris (Caldas, MG, 27 de março de 1846 e 03/1865; Ouro Preto, MG e Rio de Janeiro, RJ)
- V. pilosa Baker (Brasil, sem localidade)
- V. tuberculata (MG)
- V. malmei (Rincão dos Valles próximo a Cruz Alta, RS, 20 de abril de 1893)
- V. villaricensis (Paraguai)
- V. hilairei (MG)
- V. tucumanensis (H. & A.) Griseb (Argentina)
- V. hispida Baker (GO)
- V. anchusaefolia (DC.) Baker [var. genuina (Uruguai, Brasil - RS) e var. immarginata (DC) (Argentina, Brasil - RS)]
- V. discoidea (Griseb) (Argentina)
- V. atacamensis (Chile)
- V. breviflosculosa (Uruguai)

Espécies da subsérie Pusillae e localização geográfica:
- V. simsioides Blake (Peru)
- V. pusilla (Gray) (Peru)

Espécies da série Bracteatae e localização geográfica:
- V. arenaria Baker (próximo ao Arraial de Cajuru, SP, 03/1857)
- V. ovatifolia (DC) Baker (SP, 1833)
- V. radula Baker (Caldas, MG, 04/1865)
- V. pilicaulis (Paraguai)
- V. hypoleuca (Buriri, próx. a Santa Anna da Chapada, MT, 3 de junho de 1894)
- V. amphichlora (Paraguai)
- V. imbricata Baker (Brasil, sem localidade)
- V. bracteata Gardn. (próx. Arraias e S. Domingos, GO, 05/1840)
- V. quinqueremis (MG)
- V. oblongifolia Gardn. (Missão do Ouro, GO, 10/1839)
- V. nervosa Gardn. (próx. Vila de Natividade, GO, 12/1839)
- V. gardneri Baker (Arraias e S. Domingos, GO, 05/1840)
- V. robusta Gardn. [var. genuina Rio de janeiro, RJ; S. Domingos, GO, 05/1840; Serra de S. J. del Rei, MG, 21 de abril de 1888; var. oxylepis (Brasil, sem localidade)]
- V. macrocalyx (Brasil, sem localidade)

Espécies da seção Trichophylla (cinco espécies) e localização geográfica:
- V. filifolia Sch. Bip. (Cinza e margens do Rio Pardo, SP; Paraguai)
- V. densifolia Baker (Paraguai)
- V. linearifolia Chod. (Paraguai)
- V. rojasii (Paraguai)
- V. trichophylla Dusén (SP; Ponta Grossa, PR, 7 de janeiro de 1904)